# Luís Carlos Correia Pinto
Luís Carlos Correia Pinto, mais conhecido por Luisinho (Porto, 5 de maio de 1985), é um futebolista português que actua como lateral-esquerdo. Actualmente, joga pelo Huesca.

## Carreira
Lusinho começou a carreira no Vila Real.